# Tobruk (phim 2008)
Tobruk là một bộ phim điện ảnh về số phận những binh sĩ Tiệp Khắc tham chiến ở châu Phi trong Chiến tranh thế giới thứ hai, ra mắt lần đầu năm 2008.
Truyện phim dựa theo tiểu thuyết Dấu hiệu đỏ của lòng dũng cảm của nhà văn Stephen Crane.

## Diễn viên
- Jan Meduna
- Petr Vaněk
- Robert Nebřenský
- Kryštof Rímský
- Martin Nahálka
- Michal Novotný
- Radim Fiala
- Matěj Hádek
- Andrej Polák
- Petr Stach
- Petr Lněnička
- Martin Fratrič
- Matúš Krátky
- Petr Halberstadt
- Jaromír Meduna
- Petr Vršek
- Vojtěch Kotek
- Štěpán Benoni
- Jan Monczka

## Ê-kíp
- Thiết kế sản xuất: Jan Vlasák
- Phục trang: Jaroslava Procházková
- Hóa trang: Linda Dvorakova, Ivo Strangmüller

## Hậu trường
Ngày 24 tháng 10 năm 2011, tại Praha, trong lễ kỷ niệm 70 năm cuộc xâm lược Libya của quân đội Tiệp Khắc, bộ phim đã được công chiếu đặc biệt với độ phân giải 4K.

## Vinh danh
- Liên hoan phim Quốc tế Bratislava
- Hội chợ phim châu Âu
- Liên hoan phim Quốc tế Pilsen
- Hội chợ phim Cannes
- Liên hoan phim Quốc tế Karlovy Vary - 3 giải thưởng Sư tử Séc trong 8 đề cử: Quay phim (Vladimír Smutný), âm nhạc (Richard Horowitz, Sussan Deyhim), âm thanh (Pavel Rejholec, Jakub Čech)
- Liên hoan phim Austin
- Liên hoan phim Pantalla Pinamar
- Liên hoan phim Những họa tiết Do Thái